# Weezer (The Green Album)
Weezer ist das dritte Studio-Album der gleichnamigen amerikanischen Band, veröffentlicht 2001 bei Geffen Records. Da bereits das erste Album den Namen der Band trug, unterschied man fortan anhand der Farbe der Titelbilder: Das erste Album wurde als The Blue Album, das dritte als The Green Album bezeichnet.
Dies ist das erste und einzige Album mit dem Bassisten Mikey Welsh, der als Ersatz für Matt Sharp fungierte, der 1998 ausstieg um sich mehr auf sein Nebenprojekt The Rentals konzentrieren zu können.
Alle Songs des Albums wurden von Sänger Rivers Cuomo geschrieben. An den Schlagzeugaufnahmen war neben Patrick Wilson auch Atom Willard beteiligt.

## Titelliste
1. Don’t Let Go
2. Photograph
3. Hash Pipe
4. Island in the Sun
5. Crab
6. Knock-down Drag-out
7. Smile
8. Simple Pages
9. Glorious Day
10. O Girlfriend

Auf der japanischen Version des Albums waren als Track 11 und 12 die Titel I Do und The Christmas Song als Bonustracks enthalten. Auf der englischen Version war lediglich der Song I Do als Bonustrack vertreten.

## Singles

### Hash Pipe
1. Hash Pipe
2. I Do
3. Starlight
4. Hash Pipe (Jimmy Pop Remix)

Im NME wurde der Song folgendermaßen beschrieben: “[…] sounds like Van Halen playing the theme tune to the '60s Batman TV show while celebrating the joys of hash pipes” (deutsch: „[…] klingt wie Van Halen, die die Titelmelodie zur Batman-Serie aus den 1960er-Jahren spielen und dabei die Freuden des Haschischkonsums feiern“).

### Island in the Sun
1. Island in the Sun
2. Oh Lisa
3. Always
4. Island in the Sun (Video)

Der melancholische und akustisch instrumentierte Song wurde im NME als “lovely, lonely and very sad” (deutsch: „liebenswürdig, einsam und sehr traurig“) beschrieben, die Rezensentin meinte mit Verweis auf Weezers bis dahin größten Hit Buddy Holly:
“Weezer still feel like Buddy Holly – only as he is now” (deutsch: „Weezer fühlen sich immer noch wie Buddy Holly – allerdings in seinem jetzigen Zustand“).

### Photograph
1. Photograph
2. Christmas Celebration

Die B-Seiten der Singles variieren abhängig vom veröffentlichten Format (CD, Single-LP, Kassette), oder dem Veröffentlichungsland. Ein weiterer Song, der als B-Seite der Hash-Pipe-Single veröffentlicht wurde, ist Teenage Victory Song. Weitere B-Seiten der Island in the sun-Single sind Sugar Booger und Brightening Day.
Photograph war nur in Japan als CD-Single zu kaufen. In einigen anderen Ländern gingen lediglich Promo-Singles an die Radiosender.

## Musikvideos
Zu Hash Pipe wurde ein Videoclip mit Sumowrestlern gedreht. Regie führte Marcos Siega. Auf Druck von MTV sollten Weezer den Song in Half Pipe umbenennen, da der Verweis auf Drogen im Titel das Lied unbrauchbar für das amerikanische Nachmittagsmusikfernsehen machte. Letztlich wurde allerdings einfach der Titel durch Zensursternchen verändert (H*** Pipe). Der Sender nominierte das Video 2001 in der Kategorie Best Rock Video für die MTV Video Music Awards; die Auszeichnung ging allerdings an die damals populäre Gruppe Limp Bizkit.
Zu Island in the Sun wurden zwei Videos gedreht; das erste, bei dem wie bei Hash Pipe und einigen späteren Weezer-Videos Marcos Siega Regie führte, zeigt die Band, wie sie bei einer Hochzeit spielen. Spike Jonze drehte später den bekannteren zweiten Clip, der die Bandmitglieder beim Spielen mit verschiedenen Tieren zeigt, darunter ein Schimpanse, eine Giraffe und ein Bär. In diesem Video fehlt Bassist Mickey Welsh, der zum Drehzeitpunkt nicht mehr Mitglied der Band war.

## Rezeption
Das Album wurde unter Musikkritikern überwiegend wohlwollend aufgenommen. Im amerikanischen Rolling Stone wurde es mit 4 von 5 Sternen bewertet, im All Music Guide erhielt es 4,5 von 5 Sternen und der Reviewer attestierte eine Rückbesinnung auf das Debütalbum. Als weniger empfehlenswert empfanden das Werk der New Musical Express und Pitchfork Media.